# 13.ª etapa do Giro d'Italia de 2019
A 13.ª etapa do Giro d'Italia de 2019 teve lugar a 24 de maio de 2019 entre Pinerolo e Ceresole Reale sobre um percurso de 196 km e foi vencida em solitário pelo ciclista russo Ilnur Zakarin da equipa Katusha-Alpecin. O ciclista esloveno Jan Polanc da equipa UAE Emirates conservou a Maglia Rosa.

## Classificação da etapa
| \| Classificação por etapas \| Classificação por etapas \| Classificação por etapas \| Classificação por etapas \| Classificação por etapas \| \| Ciclista \| Ciclista \| Equipe \| Tempo \| \| \| ------------------------ \| ------------------------ \| ------------------------ \| ------------------------ \| ------------------------ \| \| 1. \| Ilnur Zakarin \| Katusha-Alpecin \| 5h34m40s \| \| \| 2. \| Mikel Nieve \| Mitchelton-Scott \| + 35s \| \| \| 3. \| Mikel Landa \| Movistar Team \| + 1m20s \| \| \| 4. \| Richard Carapaz \| Movistar Team \| + 1m38s \| \| \| 5. \| Bauke Mollema \| Trek-Segafredo \| + 1m45s \| \| \| 6. \| Rafał Majka \| Bora-Hansgrohe \| + 2m07s \| \| \| 7. \| Primož Roglič \| Team Jumbo-Visma \| + 2m57s \| \| \| 8. \| Vincenzo Nibali \| Bahrain-Merida \| + 2m57s \| \| \| 9. \| Pavel Sivakov \| Team Ineos \| + 3m34s \| \| \| 10. \| Davide Formolo \| Bora-Hansgrohe \| + 3m50s \| \| |                 |                  |          |
| |                 |                  |          |
| Fonte: ProCyclingStats |                 |                  |          |
| Classificação por etapas |                 |                  |          |
| Ciclista | Ciclista        | Equipe           | Tempo    |
| 1. | Ilnur Zakarin   | Katusha-Alpecin  | 5h34m40s |
| 2. | Mikel Nieve     | Mitchelton-Scott | + 35s    |
| 3. | Mikel Landa     | Movistar Team    | + 1m20s  |
| 4. | Richard Carapaz | Movistar Team    | + 1m38s  |
| 5. | Bauke Mollema   | Trek-Segafredo   | + 1m45s  |
| 6. | Rafał Majka     | Bora-Hansgrohe   | + 2m07s  |
| 7. | Primož Roglič   | Team Jumbo-Visma | + 2m57s  |
| 8. | Vincenzo Nibali | Bahrain-Merida   | + 2m57s  |
| 9. | Pavel Sivakov   | Team Ineos       | + 3m34s  |
| 10. | Davide Formolo  | Bora-Hansgrohe   | + 3m50s  |

## Classificações ao final da etapa

### Classificação geral(Maglia Rosa)
| \| Classificação geral \| Classificação geral \| Classificação geral \| Classificação geral \| Classificação geral \| \| Ciclista \| Ciclista \| Equipe \| Tempo \| \| \| ------------------- \| ------------------- \| ------------------- \| ------------------- \| ------------------- \| \| 1. \| Jan Polanc \| UAE Team Emirates \| 54h28m59s \| \| \| 2. \| Primož Roglič \| Team Jumbo-Visma \| + 2m25s \| \| \| 3. \| Ilnur Zakarin \| Katusha-Alpecin \| + 2m56s \| \| \| 4. \| Bauke Mollema \| Trek-Segafredo \| + 3m06s \| \| \| 5. \| Vincenzo Nibali \| Bahrain-Merida \| + 4m09s \| \| \| 6. \| Richard Carapaz \| Movistar Team \| + 4m22s \| \| \| 7. \| Rafał Majka \| Bora-Hansgrohe \| + 4m28s \| \| \| 8. \| Mikel Landa \| Movistar Team \| + 5m08s \| \| \| 9. \| Pavel Sivakov \| Team Ineos \| + 7m13s \| \| \| 10. \| Miguel Ángel López \| Astana \| + 7m48s \| \| |                    |                   |           |
| |                    |                   |           |
| Fonte: ProCyclingStats |                    |                   |           |
| Classificação geral |                    |                   |           |
| Ciclista | Ciclista           | Equipe            | Tempo     |
| 1. | Jan Polanc         | UAE Team Emirates | 54h28m59s |
| 2. | Primož Roglič      | Team Jumbo-Visma  | + 2m25s   |
| 3. | Ilnur Zakarin      | Katusha-Alpecin   | + 2m56s   |
| 4. | Bauke Mollema      | Trek-Segafredo    | + 3m06s   |
| 5. | Vincenzo Nibali    | Bahrain-Merida    | + 4m09s   |
| 6. | Richard Carapaz    | Movistar Team     | + 4m22s   |
| 7. | Rafał Majka        | Bora-Hansgrohe    | + 4m28s   |
| 8. | Mikel Landa        | Movistar Team     | + 5m08s   |
| 9. | Pavel Sivakov      | Team Ineos        | + 7m13s   |
| 10. | Miguel Ángel López | Astana            | + 7m48s   |

### Classificação por pontos(Maglia Ciclamino)
| Classificação por pontos | Classificação por pontos | Classificação por pontos    | Classificação por pontos | Classificação por pontos |
| Ciclista                 | Ciclista                 | Equipe                      | Pontos                   |                          |
| ------------------------ | ------------------------ | --------------------------- | ------------------------ | ------------------------ |
| 1.                       | Arnaud Démare            | Groupama-FDJ                | 194 pts                  |                          |
| 2.                       | Pascal Ackermann         | Bora-Hansgrohe              | 183 pts                  |                          |
| 3.                       | Richard Carapaz          | Movistar Team               | 57 pts                   |                          |
| 4.                       | Davide Cimolai           | Israel Cycling Academy      | 50 pts                   |                          |
| 5.                       | Primož Roglič            | Team Jumbo-Visma            | 46 pts                   |                          |
| 6.                       | Damiano Cima             | Nippo-Vini Fantini-Faizanè  | 44 pts                   |                          |
| 7.                       | José Joaquín Rojas       | Movistar Team               | 44 pts                   |                          |
| 8.                       | Rüdiger Selig            | Bora-Hansgrohe              | 38 pts                   |                          |
| 9.                       | Marco Frapporti          | Androni Giocattoli-Sidermec | 34 pts                   |                          |
| 10.                      | Fausto Masnada           | Androni Giocattoli-Sidermec | 33 pts                   |                          |

### Classificação da montanha(Maglia Azzurra)
| Classificação da montanha | Classificação da montanha | Classificação da montanha   | Classificação da montanha | Classificação da montanha |
| Ciclista                  | Ciclista                  | Equipe                      | Pontos                    |                           |
| ------------------------- | ------------------------- | --------------------------- | ------------------------- | ------------------------- |
| 1.                        | Giulio Ciccone            | Trek-Segafredo              | 90 pts                    |                           |
| 2.                        | Ilnur Zakarin             | Katusha-Alpecin             | 42 pts                    |                           |
| 3.                        | Gianluca Brambilla        | Trek-Segafredo              | 40 pts                    |                           |
| 4.                        | Mikel Nieve               | Mitchelton-Scott            | 28 pts                    |                           |
| 5.                        | Domenico Pozzovivo        | Bahrain-Merida              | 26 pts                    |                           |
| 6.                        | Primož Roglič             | Team Jumbo-Visma            | 24 pts                    |                           |
| 7.                        | Damiano Caruso            | Bahrain-Merida              | 19 pts                    |                           |
| 8.                        | Fausto Masnada            | Androni Giocattoli-Sidermec | 18 pts                    |                           |
| 9.                        | Edward Dunbar             | Team Ineos                  | 18 pts                    |                           |
| 10.                       | Héctor Carretero          | Movistar Team               | 18 pts                    |                           |

### Classificação dos jovens(Maglia Bianca)
| Classificação dos jovens | Classificação dos jovens | Classificação dos jovens | Classificação dos jovens | Classificação dos jovens |
| Ciclista                 | Ciclista                 | Equipe                   | Tempo                    |                          |
| ------------------------ | ------------------------ | ------------------------ | ------------------------ | ------------------------ |
| 1.                       | Pavel Sivakov            | Team Ineos               | 54h36m12s                |                          |
| 2.                       | Miguel Ángel López       | Astana                   | + 35s                    |                          |
| 3.                       | Valentin Madouas         | Groupama-FDJ             | + 4m11s                  |                          |
| 4.                       | Hugh Carthy              | EF Education First       | + 5m57s                  |                          |
| 5.                       | Giulio Ciccone           | Trek-Segafredo           | + 12m54s                 |                          |
| 6.                       | Edward Dunbar            | Team Ineos               | + 15m29s                 |                          |
| 7.                       | Ben O'Connor             | Dimension Data           | + 16m08s                 |                          |
| 8.                       | Sam Oomen                | Team Sunweb              | + 18m16s                 |                          |
| 9.                       | Lucas Hamilton           | Mitchelton-Scott         | + 22m40s                 |                          |
| 10.                      | Iván Ramiro Sosa         | Team Ineos               | + 27m49s                 |                          |

### Classificação por equipas"Super Team"
| Classificação por equipes | Classificação por equipes   | Classificação por equipes | Classificação por equipes |
| Equipe                    | Equipe                      | Tempo                     |                           |
| ------------------------- | --------------------------- | ------------------------- | ------------------------- |
| 1.                        | Movistar Team               | 163h41m07s                |                           |
| 2.                        | Mitchelton-Scott            | + 15m48s                  |                           |
| 3.                        | EF Education First          | + 19m56s                  |                           |
| 4.                        | Bahrain-Merida              | + 23m06s                  |                           |
| 5.                        | Trek-Segafredo              | + 23m06s                  |                           |
| 6.                        | Bora-hansgrohe              | + 23m41s                  |                           |
| 7.                        | Ineos                       | + 25m38s                  |                           |
| 8.                        | Astana                      | + 26m16s                  |                           |
| 9.                        | Androni Giocattoli-Sidermec | + 38m20s                  |                           |
| 10.                       | AG2R La Mondiale            | + 41m49s                  |                           |

## Abandonos
- James Knox, depois de vários dias arrastando uma lesão, não tomou a saída.[2]
- Roger Kluge, não tomou a saída.
- Giacomo Nizzolo, não tomou a saída.
- Ignatas Konovalovas, com problemas de ciática, abandonou durante a etapa.
- Mark Renshaw, abandonou durante a etapa.[3]
- Tao Geoghegan Hart, devido a uma queda sofrida enquanto ia na escapada do dia, abandonou durante a etapa.[4]
- Louis Vervaeke, estando doente, abandonou durante a etapa.[5]
- Giovanni Lonardi, abandonou durante a etapa.